# المحط (تبن)

تعديل مصدري - تعديل

المحط هي إحدى قرى عزلة الحوطة بمديرية تبن التابعة لمحافظة لحج، بلغ تعداد سكانها 108 نسمة حسب تعداد اليمن لعام 2004.